# Pohnánec
Pohnánec (en allemand : Pochnanetz) est une commune du district de Tábor, dans la région de Bohême-du-Sud, en République tchèque. Sa population s'élevait à 56 habitants en 2020.

## Géographie
Pohnánec se trouve à 12 km au nord-est de Tábor, à 61 km au nord-nord-est de České Budějovice et à 72 km au sud-sud-est de Prague.
La commune est limitée par Dolní Hrachovice au nord, par Pohnání au nord-est et à l'est, par Dolní Hořice au sud, et par Ratibořské Hory au sud-ouest et à l'ouest.

## Histoire
La première mention écrite de la localité date de 1369.